# Жозе Алваладе (стадион)
„Жозе Алваладе“ (на португалски: Estádio José Alvalade) е футболен стадион в Лисабон, Португалия, използван от футболния клуб „Спортинг“.
Той е център на комплекс, наречен „Алваладе XXІ“, който включва мол, музея на клуба, клиника, здравен център и офис сграда. Разполага с подземен паркинг за 1315 автомобила, включително 30 за хора с увреждания. Класифициран е с 5 звезди от УЕФА, което му дава правото да приема финали на големи турнири.
Официалното му откриване е на 6 август 2003 г., когато Спортинг побеждава Манчестър Юнайтед с 3:1. Стадионът домакинства на финала за Купата на УЕФА през 2005 г. между отборите на Спортинг Лисабон и ЦСКА Москва, спечелен от руснаците с 3:1.
Отвън стадионът е покрит с разноцветни плочки. Седалките са боядисани така, че да създават илюзията, че е винаги пълен.
Домакинства на 5 мача от Евро 2004, сред които е полуфиналът между отборите на Португалия и Нидерландия, спечелен от домакините с 2:1. Този мач печели приза за най-добре организиран на целия турнир.

## Домакинства на международни мачове
| Отбор #1   |  |       |  | Отбор #2   | Дата       | Публика | Състезание                   | Бележки                      |
| ---------- |  | ----- |  | ---------- | ---------- | ------- | ---------------------------- | ---------------------------- |
| Швеция     |  | 5 – 0 |  | България   | 14/06/2004 | 31 652  | Евро 2004                    | Групова фаза                 |
| Испания    |  | 0 – 1 |  | Португалия | 20/06/2004 | 47 491  | Евро 2004                    | Групова фаза                 |
| Германия   |  | 1 – 2 |  | Чехия      | 23/06/2004 | 46 849  | Евро 2004                    | Групова фаза                 |
| Франция    |  | 0 – 1 |  | Гърция     | 25/06/2004 | 45 390  | Евро 2004                    | Четвъртфинали                |
| Португалия |  | 2 – 1 |  | Холандия   | 30/06/2004 | 49 679  | Евро 2004                    | Полуфинали                   |
| Португалия |  | 7 – 1 |  | Русия      | 13/10/2004 | 44 258  | Квалификации за Мондиал 2006 | Най-голямата загуба на Русия |
| Португалия |  | 4 – 0 |  | Белгия     | 24/03/2007 | 48 009  | Квалификации за Евро 2008    |                              |
| Португалия |  | 1 – 1 |  | Сърбия     | 12/09/2007 | 47 000  | Квалификации за Евро 2008    |                              |
| Португалия |  | 2 – 3 |  | Дания      | 10/09/2008 | 43 000  | Квалификации за Мондиал 2010 |                              |